# Igrejas Cristãs Reformadas da Austrália
As Igrejas Cristãs Reformadas da Austrália - ICRA- ( em inglês Christian Reformed Churches of Australia -  CRCA) formam uma denominação reformada continental, estabelecida na Austrália, em 1951, por imigrantes holandeses, membros das  Igrejas Reformadas na Holanda.

## História

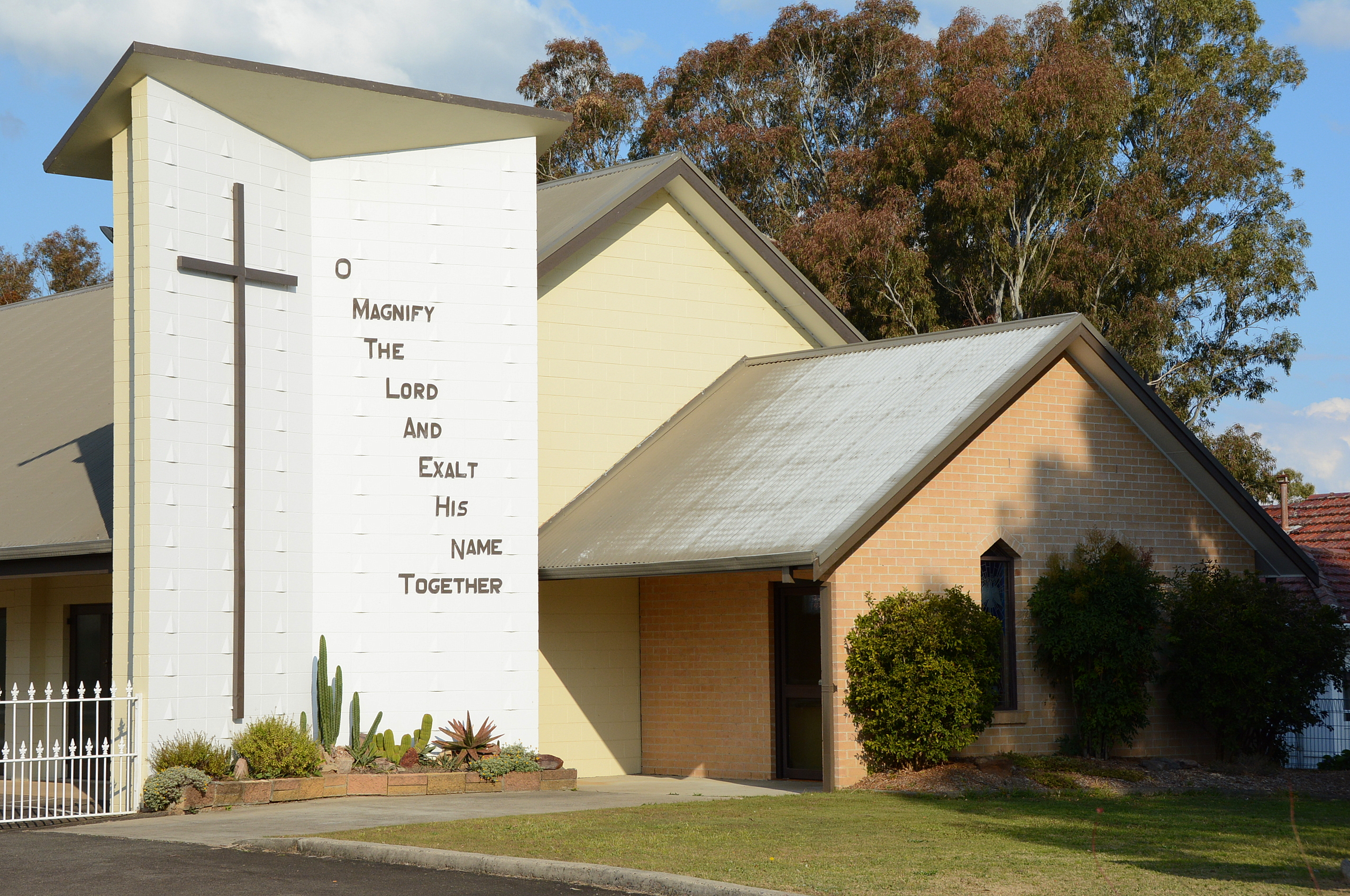
Igreja Cristã Reformada de Colyton, Nova Gales do Sul.

Após a Segunda Guerra Mundial, muitos imigrantes holandeses migraram para a Austrália. Entre eles, membros das Igrejas Reformadas na Holanda (IRH), uma denominação que não ordenava mulheres e não praticava a salmodia exclusiva.
Na época, a Igreja Presbiteriana da Austrália permitia a ordenação de mulheres e a Igreja Presbiteriana da Austrália Oriental exigia a salmodia exclusiva. Sendo assim, ao chegarem na Austrália, os membros das IRH não se adaptaram às denominações existentes e fundaram, em 1951, a Igreja Cristã Reformada da Austrália.
Em 1977, dois terços da Igreja Presbiteriana da Austrália (IPA) se uniu a outras duas denominações para formar a Igreja Unida na Austrália. Isso tornou a IPA remanescente uma igreja conservadora, que proibiu novas ordenações de mulheres. 
Isso levou a aproximação gradual de ambas as denominações, que firmaram um acordo, em 2019, reconhecendo-se mutuamente como irmãs e permitindo a troca de pastores entre si.
Em março de 2022 a denominação estimou ser formada por 55 igrejas e 7.611 membros.

## Doutrina
A ICRA adota as Três Formas da Unidade (Confissão Belga, Catecismo de Heidelberg e Cânones de Dort) como sua doutrina oficial. A denominação defende a Inerrância bíblica e se opõe a ordenação de mulheres.

## Relações Intereclesiásticas
A denominação é membro da Conferência Internacional das Igrejas Reformadas. 
A nível bilateral, possui relação correspondente com a Igreja Presbiteriana Ortodoxa e relacionamento especial com a Igreja Presbiteriana da Austrália. Desde 2019, ambas as denominações se reconhecem como irmãs e permitem a troca de pastores entre si.